# Quốc Trượng
Quốc Trượng tên đầy đủ là Nguyễn Quốc Trượng (sinh năm 1966) là diễn viên chèo, nghệ sĩ nhân dân Việt Nam. Ông là Đại tá Quân đội nhân dân Việt Nam, giữ chức vụ Giám đốc Nhà hát Chèo Quân đội giai đoạn 2014 – 2024.  

## Tiểu sử
Quốc Trượng sinh năm 1966 tại huyện Quế Võ, tỉnh Bắc Ninh (nay là thị xã Quế Võ, tỉnh Bắc Ninh). Từ nhỏ, ông đã bộc lộ tài năng hát chèo và từng là đội trưởng đội văn nghệ xã khi còn học cấp 2 và cấp 3. Học xong cấp 3, anh dự thi vào trường Đại học Sân khấu điện ảnh Hà Nội và trúng tuyển hệ đại học đầu tiên của ngành Kịch hát dân tộc để học chèo.
Quốc Trượng được Nghệ sĩ nhân dân Mạnh Tuấn truyền nghề và trở thành một nghệ sĩ chèo thành danh từ rất sớm. Sau khi tốt nghiệp trường Đại học Sân khấu - Điện ảnh, anh về công tác ở Đoàn chèo Hà Bắc, đến năm 1990 thì chuyển sang Đoàn Chèo Tổng cục Hậu cần. 
Năm 2007, Quốc Trượng làm Phó trưởng Đoàn nghệ thuật Tổng cục Hậu cần. Năm 2010, ông làm Phó Giám đốc Nhà hát Chèo Quân đội (tiền thân là Đoàn nghệ thuật Chèo của Tổng cục Hậu Cần).
Năm 2014, Quốc Trượng được bổ nhiệm làm Giám đốc Nhà hát Chèo Quân đội. Cuối năm 2024, ông nghỉ hưu theo chế độ và hiện vẫn là ủy viên Ban Chấp hành Hội Nghệ sĩ sân khấu Việt Nam.

## Sự nghiệp
Sự nghiệp diễn xuất của Quốc Trượng luôn gắn bó với các vai hề trong các vở chèo. Anh được nhận xét là có nét diễn và sự duyên dáng giống danh hài Xuân Hinh. Thời đi học, ông cùng Xuân Hinh, Hồng Ngát... học cùng một lớp. Hơn 20 năm hoạt động nghệ thuật, Quốc Trượng để lại ấn tượng sâu sắc cho khán giả qua nhiều vai diễn như: hề Bột trong "Nữ tú tài", hề Mỡ trong "Ước nguyện", anh Ngơ trong "Hùng ca Bạch Đằng giang", hề hát rong trong "Tiếng hát nghĩa tình", Tùng lò gạch trong "Người đàn bà bất hạnh", hề leo trong "Nước mắt Bà Chúa Kho"… Các vai hề của ông đều mang đến tiếng cười thâm thúy.
Người ta cũng thường nhắc đến Quốc Trượng với danh xưng "Ngọc Hoàng đầu tiên của Táo quân".
Trong sự nghiệp làm diễn viên, Quốc Trượng đã dành được nhiều giải thưởng nghệ thuật sân khấu: năm 1990, ông dành Huy chương Vàng Hội diễn sân khấu chuyên nghiệp toàn quốc; năm 1991, ông đoạt giải diễn viên xuất sắc khi tham dự Hội thi Tài năng Sân khấu trẻ toàn quốc; năm 1993, ông đạt Huy chương Vàng Liên hoan các trích đoạn Chèo hay toàn quốc tổ chức tại Ninh Bình; Năm 1995, ông dành Huy chương Vàng Hội diễn Sân khấu Nghệ thuật toàn quốc tổ chức tại Hà Nội, Huy chương Vàng Hội diễn Nghệ thuật Sân khấu Chuyên nghiệp toàn quân tổ chức tại TP.HCM và giải Nhất Hội diễn Hề với vai Hề Bột trong vở “Nữ tú tài”. Năm 2011, đạt Huy chương vàng Liên hoan Sân khấu hài toàn quốc tổ chức tại Quảng Ninh.
Ông được Nhà nước phong tặng danh hiệu Nghệ sĩ ưu tú vào năm 2001 và danh hiệu Nghệ sĩ nhân dân vào năm 2015.

## Vinh danh
- Nghệ sĩ nhân dân (2015)
- Nghệ sĩ ưu tú (2001)

### Giải thưởng sân khấu
- Huy chương Vàng Hội diễn sân khấu chuyên nghiệp toàn quốc (1990)
- Giải diễn viên xuất sắc tại Hội thi Tài năng Sân khấu trẻ toàn quốc (1991)
- Huy chương Vàng Liên hoan các trích đoạn Chèo hay toàn quốc tổ chức tại Ninh Bình (1993)
- Huy chương Vàng Hội diễn Sân khấu Nghệ thuật toàn quốc tổ chức tại Hà Nội (1995)
- Huy chương Vàng Hội diễn Nghệ thuật Sân khấu Chuyên nghiệp toàn quân tổ chức tại TP Hồ Chí Minh (1995)
- Giải Nhất Hội diễn Hề với vai Hề Bột trong vở “Nữ tú tài” (1995)
- Huy chương vàng Liên hoan Sân khấu hài toàn quốc tổ chức tại Quảng Ninh (2011)

## Đời tư
Vợ Quốc Trượng là Lâm Thanh (Nghệ sĩ ưu tú), kém ông 13 tuổi, hiện đang là Trưởng đoàn diễn 2 của Nhà hát Chèo Quân đội. Quốc Trượng và Lâm Thanh có một con trai và một con gái.